# Geoffrey Rush

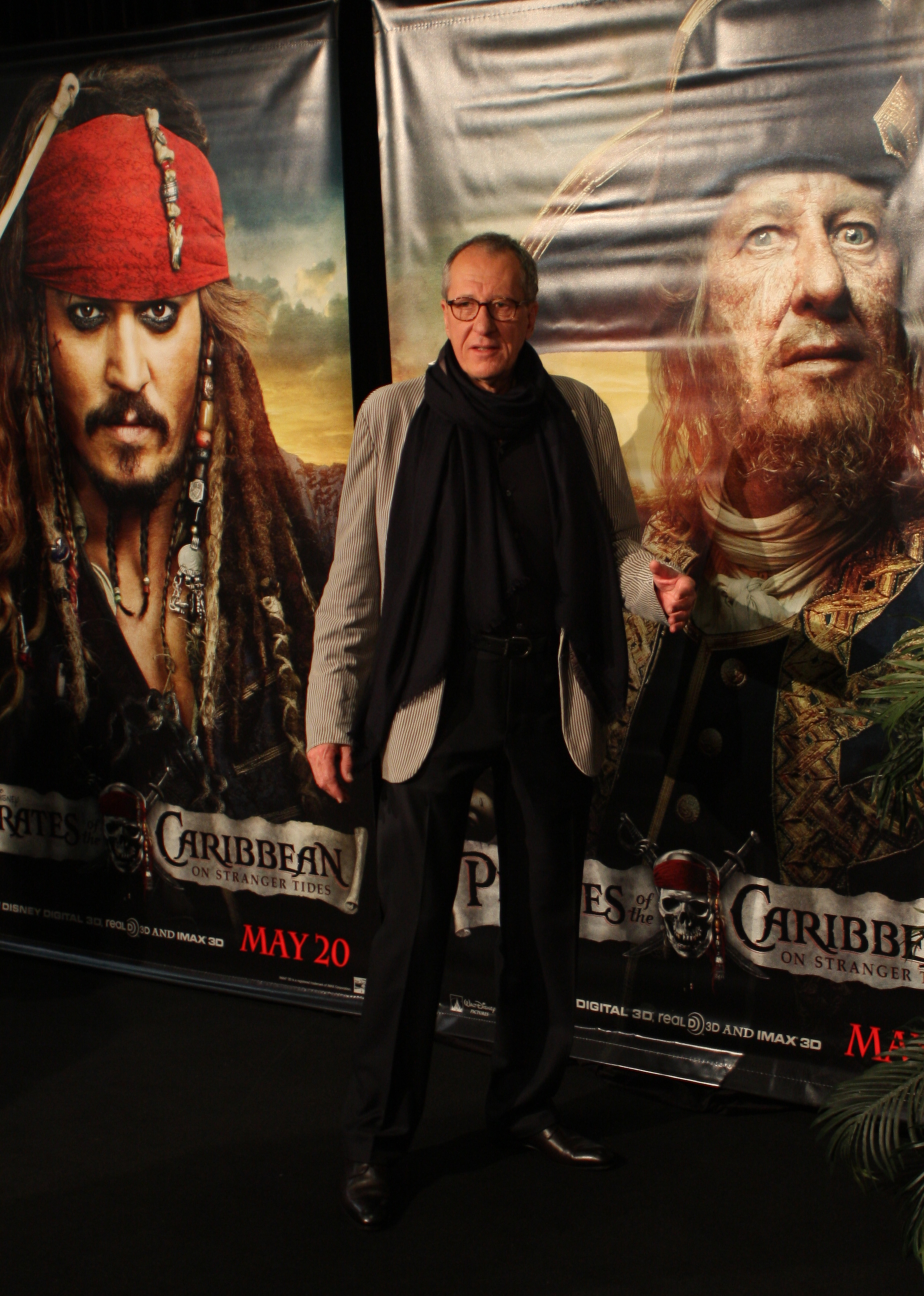
Geoffrey Rush na tle reklam filmu Piraci z Karaibów: Na nieznanych wodach, 2011

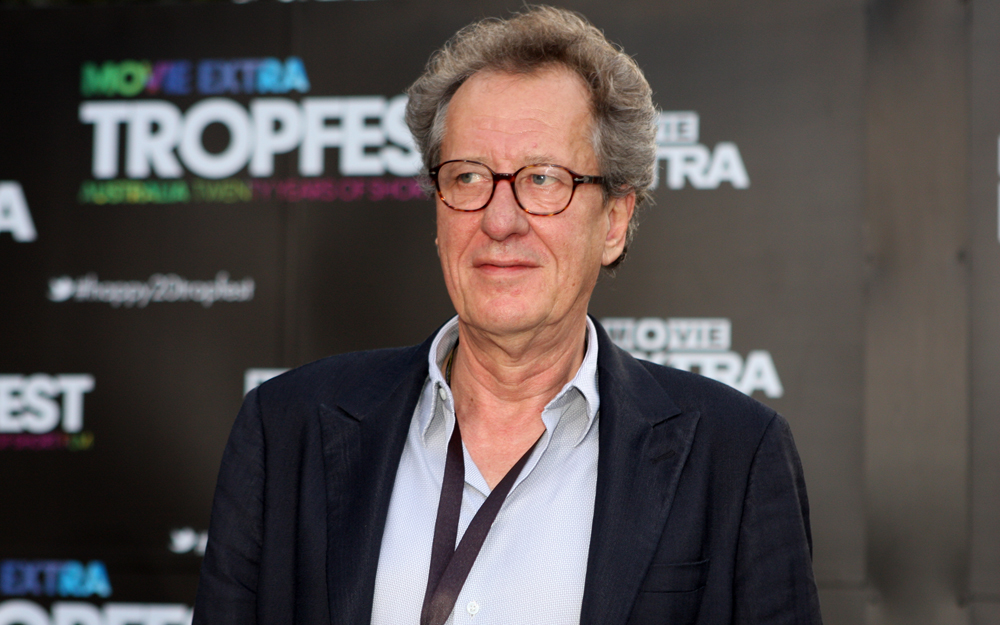
Geoffrey Rush, 2012

Geoffrey Roy Rush (ur. 6 lipca 1951 w Toowoomba) – australijski aktor filmowy i teatralny i producent filmowy.

## Życiorys
Karierę aktorską poprzedziła edukacja w Everton Park State High School w Brisbane. Zadebiutował w amatorskich teatrach na początku lat 70. W 1975 wyjechał do Paryża, gdzie studiował w L'École Internationale de Théâtre Jacques Lecoq. Po powrocie do Australii uzyskał dyplom na Uniwersytecie Queensland. W 1979 poznał Mela Gibsona, z którym przez cztery miesiące dzielił pokój, kiedy obaj grali w sztuce Czekając na Godota. Następnie rozpoczął serię występów w najsłynniejszych teatrach świata, gwiazdą filmu został w latach 90. po nagrodzonej Oscarem roli w filmie Blask (1996), do tej nagrody został ponownie nominowany w 1998 za drugoplanową rolę w filmie Zakochany Szekspir.
Szczególnie doceniono jego role w filmach biograficznych – markiza de Sade'a w Zatrutym piórze (2000), Lwa Trockiego we Fridzie (2002) oraz Petera Sellersa w Życiu i śmierci Petera Sellersa (2004, nagrodzony Złotym Globem). W 2011 był nominowany do Oscara za rolę Lionela Logue’a w filmie Toma Hoopera Jak zostać królem.

### Życie prywatne
Od 1988 jest żonaty z australijską aktorką, Jane Menelaos. Ma z nią dwoje dzieci: córkę – Angelicę (ur. 1992) i syna – Jamesa (ur. 1995). Mieszka w Camberwell, na przedmieściach Melbourne.

## Wybrane odznaczenia i wyróżnienia
- Medal Stulecia (2001)[1]
- Tytuł „Australijczyka roku” (2012)[2]
- Kawaler Orderu Australii (2014)[3]
- Honorowy doktorat Uniwersytetu Queensland

## Wybrana filmografia
- Hoodwink (1981) jako detektyw
- Starstruck (1982) jako dozorca
- Wieczór Trzech Króli (Twelfth Night, 1987) jako sir Andrew Aguecheek
- Dad and Dave: On Our Selection (1995) jako Dave Rudd
- Blask (Shine, 1996) jako David Helfgott w wieku dojrzałym
- Mercury. Po pierwsze - bezstronność (Mercury, 1996) jako Bill Wyatt
- Call Me Sal (1996) jako Wal
- Dzieci rewolucji (Children of the Revolution, 1996) jako Zachary Welch
- Frontier (1997) jako David Collins
- Oskar i Lucinda (Oscar and Lucinda, 1997) jako narrator
- Elizabeth (1998) jako sir Francis Walsingham
- Zakochany Szekspir (Shakespeare in Love, 1998) jako Philip Henslowe
- Podrywacz (Hairshirt, 1998) jako Steven H. Price
- Les Misérables. Nędznicy (Les Misérables, 1998) jako Javert
- Rąbek duszy (A Little Bit of Soul, 1998) jako Godfrey Usher
- Dom na Przeklętym Wzgórzu (House on Haunted Hill, 1999) jako Steven H. Price
- Superbohaterowie (Mystery Men, 1999) jako Casanova Frankenstein
- Zatrute pióro (Quills, 2000) jako markiz de Sade
- Magiczna wyprawa (The Magic Pudding, 2000) jako Bunyip Bluegum (głos)
- Krawiec z Panamy (The Tailor of Panama, 2001) jako Harry Pendel
- Kwestia zaufania (Lantana, 2001) jako John Knox
- Siostrzyczki (The Banger Sisters, 2002) jako Harry
- Frida (2002) jako Lew Trocki
- Płynąc pod prąd (Swimming Upstream, 2003) jako Harold Fingleton
- Piraci z Karaibów: Klątwa Czarnej Perły (Pirates of the Caribbean: The Curse of the Black Pearl, 2003) jako kapitan Hektor Barbossa
- Okrucieństwo nie do przyjęcia (Intolerable Cruelty, 2003) jako Donovan Donnelly
- Ned Kelly (2003) jako Hare
- Peter Sellers - Życie i śmierć (The Life and Death of Peter Sellers, 2004) jako Peter Sellers
- Monachium (Munich, 2005) jako Ephraim
- Candy (2006) jako Casper
- Piraci z Karaibów: Skrzynia umarlaka (Pirates of the Caribbean: Dead Man’s Chest, 2006) jako Hektor Barbossa (cameo)
- Elizabeth: Złoty wiek (Elizabeth: The Golden Age, 2007) jako sir Francis Walsingham
- Piraci z Karaibów: Na krańcu świata (Pirates of the Caribbean: At World's End, 2007) jako kapitan Hektor Barbossa
- $9.99 (2008) jako anioł/bezdomny
- Bran Nue Dae (2009) jako ojciec Benedictus
- Honor wojownika (Warrior's Way/The Laundry Warrior, 2009) jako Ron
- Jak zostać królem (The King’s Speech, 2010) jako Lionel Logue
- Lowdown (2010) jako narrator – serial
- Piraci z Karaibów: Na nieznanych wodach (Pirates of the Caribbean: On Stranger Tides, 2011) jako kapitan Hektor Barbossa
- The Eye of the Storm (2011) jako Basil Hunter
- Being Brendo (2012) jako dr Lance Pickering – serial
- Koneser (La migliore offerta, 2013)  jako Virgil Oldman
- Złodziejka książek  (The Book Thief, 2013) jako Hans Hubermann
- Powrót (The Daughter, 2015) jako Henry
- Minionki (Minions, 2015) jako narrator
- Holding the Man (2015) jako Barry
- Bogowie Egiptu (Gods of Egypt, 2016) jako Ra
- Piraci z Karaibów: Zemsta Salazara (Pirates of the Caribbean: Dead Men Tell No Tales, 2017) jako kapitan Hektor Barbossa[4]

## Nagrody
- Nagroda Akademii Filmowej Najlepszy aktor pierwszoplanowy: 1997 Blask
- Złoty Glob
  - Najlepszy aktor w filmie dramatycznym: 1997 Blask
  - Najlepszy aktor w miniserialu lub filmie telewizyjnym: 2005 Peter Sellers - Życie i śmierć
- Nagroda BAFTA
  - Najlepszy aktor pierwszoplanowy: 1997 Blask
  - Najlepszy aktor drugoplanowy: 1999 Elizabeth
  - 2011 Jak zostać królem
- Nagroda Gildii Aktorów Ekranowych
  - Wybitny występ aktora w roli pierwszoplanowej: 1997 Blask
  - Wybitny występ aktora w miniserialu lub filmie telewizyjnym,: 2005 Peter Sellers - Życie i śmierć
- Nagroda Satelita
  - Najlepszy aktor w filmie dramatycznym: 1997 Blask
  - 2001 Zatrute pióro
- Nagroda Emmy Najlepszy aktor w miniserialu lub filmie telewizyjnym: 2005 Peter Sellers - Życie i śmierć